# 붉은궁둥이아구티
붉은궁둥이아구티 또는 브라질아구티(영어: Dasyprocta leporina)는 아구티과에 속하는 남아메리카 설치류의 일종이다. 남아메리카 북동부 지역의 토착종으로 베네수엘라와 가이아나, 수리남, 프랑스령 기아나, 브라질 북동부, 트리니다드 토바고 그리고 소앤틸리스 제도에서 발견된다. 또한 버진 아일랜드에서는 도입종이다. 브라질아구티라는 다른 이름에도 불구하고, 브라질에서 유일한 아구티도 아니고 대부분의 지역에 널리 분포하지도 않는다. 브라질에서는 아구티를 모두 "쿠티아"(cutia, [kuˈtʃiɐ])로 부르기도 한다. 우림과 이차림을 포함한 넓은 범위의 숲에서 발견된다.

## 특징
붉은궁둥이아구티의 몸무게는 약 3~6kg이다. 몸길이는 약 19~25cm이다. 암컷이 수컷보다 크지만 보통 비슷하게 보인다. 상체는 갈색 털에 진한 반점이 가지고 있다. 아래쪽으로 내려갈 수록 몸 중간 부분에는 좀더 오렌지색을 띤다. 귀는 약간 사각형 모양이다. 앞발은 발가락이 4개, 뒷발은 3개의 발가락을 갖고 있다. 득특한 털 색깔로 다른 아구티와 구별할 수 있다. 특별한 번식기를 갖지 않으며, 암컷은 보통 1~3마리의 새끼를 낳는다. 임신 기간은 104~120일이다. 새끼들은 평균 약 20주 후에 젖을 뗀다. 암수 한쌍 또는 부모와 새끼로 이루어진 가족 집단을 형성하여 생활한다. 먹이와 번식 그리고 생활권을 위해 넓은 지역이 필요하다. 이 때문에 포획상태에서 기르기 어렵다. 아구티과의 대부분의 종들은 한두번 짝짓기를 하며, 붉은궁둥이아구티도 마찬가지로 추정된다. 포획 상태에서 수명은 15~20년이다.